# Yves Farge
Yves Farge (Salon-de-Provence, 19 agosto 1899 – Tbilisi, 31 marzo 1953) è stato un giornalista e politico francese.

## Vita
Farge fu un giornalista del Progrès de Lyon. Il suo collega Georges Altman lo mise in contatto con il movimento dei Franchi tiratori della Resistenza francese. Nel 1942 Farge incontrò Jean Moulin. Gli venne affidata l'organizzazione militare sulle Prealpi del Vercors. Fu inoltre membro dello Stato Maggiore diretto dal Generale Charles Delestraint. Dopo l'arresto di queste due figure di spicco del movimento resistente, Farge si ritrovò ricercato dalla Gestapo e dovette riparare a parigi, dove diresse il Comité d'action contre la déportation.
Fu nominato da Charles de Gaulle commissaire de la République per i dipartimenti della regione del Rodano: salvò 800 ostaggi destinati alla fucilazione nel Fort Montluc di Lione.
Politicamente Yves Farge si mantenne su posizioni progressiste e vicine alle teorie comuniste. Svolse l'incarico, particolarmente oneroso, di ministro del ravitaillement ('vettovagliamento'), durante il governo provvisorio di Georges Bidault, tra l'8 gennaio ed il 16 dicembre 1946. Si mostrò particolarmente avverso al contrabbando di vino ed al mercato nero.
Partecipò alla fondazione del Mouvement de la Paix nel 1947, del quale fu presidente dalla creazione sino alla morte, sopravvenuta nel 1953 in seguito ad un incidente d'auto in Georgia. Fu inoltre membro del Consiglio Mondiale per la Pace. Per le sue azioni in supporto della pace, ricevette, postumo, il Premio Lenin per la pace nel 1953.
Farge fu insignito anche del titolo di Compagnon de la Libération.

## Fonti
- Dominique Veillon, voce riguardante Yves Farge tratta da Dictionnaire historique de la résistance, a cura di François Marcot, Robert Laffont, 2006.